# 安濃サービスエリア
安濃サービスエリア（あのうサービスエリア）は、三重県津市にある伊勢自動車道のサービスエリアである。
かつては下り線は津市内に、上り線は安芸郡安濃町内にあったが、2006年の市町村合併に伴い上下線とも津市内に所在するようになった。

## 施設
| リニューアル後 |  | リニューアル前 |
| リニューアル後 |  | リニューアル前 |

### 上り線（名古屋・新名神方面）
2012年のリニューアルで、おかげ横丁をイメージした「安濃横丁」が作られた。
- 駐車場
  - 大型 32台
  - 小型 113台
  - 身障者用 大型 1台
  - 身障者用 小型 3台
- トイレ
  - 男性 大5器(和式1器・洋式4器)、小 11器
  - 女性 20器(和式1器・洋式19器)
  - 身障者用 1器
- ガソリンスタンド（ENEOS（(株)ENEOSウイング）、24時間）[1]
- フードコート[2]
  - 「横丁ラーメン朝熊」（7:00 - 22:00）
  - 「お食事処 伊勢津」（7:00 - 22:00）
- テイクアウト[2]
  - 「安濃横丁」（8:00 - 22:00）
- おみやげ[2]
  - 「スーベニアショップ」（24時間）
- インフォメーション・FAXサービス（平日 9:00 - 18:00、土日祝日 9:00 - 19:00）[1]
- ハイウェイ情報ターミナル[1]
- ベビーコーナー[1]
- 自動販売機[1]
- 郵便ポスト（津中央郵便局）[1]
- 給電スタンド[1]

### 下り線（伊勢・尾鷲方面）
| リニューアル後 |  | リニューアル前 |
| リニューアル後 |  | リニューアル前 |

- 駐車場
  - 大型 33台
  - 小型 113台
  - 身障者用 大型 1台
  - 身障者用 小型 3台
- トイレ
  - 男性 大5器(和式1器・洋式4器)小 11器
  - 女性 20器(和式1器・洋式19器)
  - 身障者用 1器
- ガソリンスタンド（ENEOS（(株)ENEOSウイング）、7:00 - 22:00）[3]
- フードコート[4]
  - 東海道ラーメン「太光庵」（9:00 - 19:00）
  - 和洋ダイニング「みくら」（9:00 - 19:00）
  - うどん・そば「彦べぇ」（6:00 - 21:00）
- ベーカリー[4]
  - 「HARBOR」ベーカリーコーナー（6:00 - 18:00）
- おみやげ[4]
  - NagisaMart＆NYDS（6:00 - 21:00）
- テイクアウト[4]
  - 「HARBOR」テイクアウトコーナー（6:00 - 18:00）
- インフォメーション・FAXサービス（平日 8:00 - 17:00、土日祝日 8:00 - 18:00）[3]
- ハイウェイ情報ターミナル[3]
- ベビーコーナー[3]
- ドッグラン[3]
- 郵便ポスト（津中央郵便局）[3]
- 給電スタンド[3]

## 隣
E23 伊勢自動車道
(35) 芸濃IC - 安濃SA - (36) 津IC